# Frederick Wilhelmsen
Frederick D. Wilhelmsen (1923 - 21 de mayo de 1996) fue un filósofo católico estadounidense seguidor de la escuela tomista.

## Biografía
Destacado pensador político, abordó lo que percibía como los fracasos de la democracia laica y liberal. Fue asimismo comentarista político, evaluando la política y la sociedad estadounidenses desde una perspectiva tradicionalista. Principalmente fue profesor en la Universidad de Dallas desde 1965 hasta su muerte en 1996. También impartió clases en la Universidad de Santa Clara, en la Universidad Al-Hikma de Bagdad, en la Universidad de Navarra en Pamplona y en otras tantas universidades.
Era un escritor prolífico. Además de las publicaciones de libros que se enumeran a continuación, contribuyó con artículos en las siguientes publicaciones: America, The Angelus, Commonweal, Faith & Reason, The Grail, The Intercollegiate Review, Modern Age, National Review, The Political Science Reviewer, Triumph, The University Bookman, y The Wanderer, entre otras.
También fue editor fundador de Triumph, una revista mensual católica que buscó la sacralización de la sociedad estadounidense.
Además de evaluar la política y la sociedad estadounidenses, se inspiró y reflexionó extensamente sobre la política y la sociedad española. Álvaro d'Ors, notable filósofo político español, escribió que Wilhelmsen, un americano de Detroit, era "el mejor intérprete del tradicionalismo español, un cuerpo de pensamiento político también conocido como carlismo, por el rey Carlos V".
Consideraba que, quitando la parte del mundo anglosajón, solamente en Navarra —donde pasó algunas temporadas— se había conservado el autogobierno del pueblo a través de sus instituciones, «capaces de frenar la tendencia eterna del poder público hacia la tiranía». Estos fueros, según Wilhelmsen, estaban animados por el espíritu católico.
Wilhelmsen disfrutó de una animada amistad y correspondencia con Marshall McLuhan, que pasó tiempo en la Universidad de Dallas en los años setenta. En los años 70 el abanderado carlista Javier de Borbón Parma le otorgó la Cruz de la Orden de la Legitimidad Proscrita.
Según los informes, Wilhelmsen se sintió incómodo con las reformas del Concilio Vaticano II, pero las aceptó y continuó apoyando a la Iglesia. Desde 1977 hasta su muerte, Wilhelmsen enseñó en el Christendom College en Front Royal, Virginia. Falleció el 21 de mayo de 1996 a causa de una insuficiencia cardíaca, después de recibir los últimos sacramentos.

## Obras

### Libros traducidos al castellano:
- El problema de occidente y los cristianos.
- Los saberes políticos (Ciencia, Filosofía y Teologías Políticas).
- Así pensamos (Un ideario para la Comunión Tradicionalista).
- La mentalidad estadounidense. Una mirada desde España.
- La estructura paradójica de la existencia.
- La mentalidad hispánica: una visión universal.